# 特威格 (明尼蘇達州)
特威格（英語：Twig）是位於美國明尼蘇達州聖路易斯縣格蘭德萊克鎮區的一個非建制地區。

## 地理
特威格所處的海拔為高於海平面415米（即1362英呎），而該地所採用的時區為UTC-6，即北美中部時區（CST）。同時該地設有夏令時間，為UTC-6調快一小時，即UTC-5（CDT）。